# Alexandru cel Bun (Neamț)
Alexandru cel Bun è un comune della Romania di 5 427 abitanti, ubicato nel distretto di Neamț, nella regione storica della Moldavia.
Il comune è formato dall'unione di 7 villaggi: Agârcia, Bisericani, Bistrița, Scăricica, Vaduri, Vădurele, Viișoara.
La sede comunale si trova nell'abitato di Viișoara. Viișoara era anche la denominazione del comune fino al 2002, quando è stata modificata in quella attuale, in onore dell'omonimo Principe di Moldavia.